# Братский (Волгоградская область)
Братский — хутор в Калачёвском районе Волгоградской области России. Входит в состав Крепинского сельского поселения. Население 312 чел. (2010) .

## История
В соответствии с Законом Волгоградской области от 20 января 2005 года № 994-ОД «Об установлении границ и наделении статусом Калачёвского района и муниципальных образований в его составе», хутор вошёл в состав образованного Крепинского сельского поселения.

## География
Расположен в юго-западной части региона, в степной зоне, в пределах Ергенинской возвышенности, относящейся к Восточно-Европейской равнине, на р. Ерик.
Уличная сеть состоит из четырёх географических объектов: Звездный пер., Мирный пер., ул. Крестьянская, ул. Пролетарская.
Абсолютная высота 53 метра над уровнем моря.

## Население
| 2010 |
| ---- |
| 312  |

Гендерный состав
По данным Всероссийской переписи населения 2010 года в гендерной структуре населения из 312 человек мужчин — 148, женщин — 164 (47,4 и 52,6 % соответственно).
Национальный состав
Согласно результатам переписи 2002 года, в национальной структуре населения
русские составляли 74 % из общей численности населения в 298 чел..

## Инфраструктура
Личное подсобное хозяйство.

## Транспорт
Просёлочные дороги.